# Centralafrikanska republiken i olympiska sommarspelen 1992
Centralafrikanska republiken deltog i de olympiska sommarspelen 1992 med en trupp bestående av 16 deltagare, men ingen av landets deltagare erövrade någon medalj.

## Friidrott
Herrarnas 100 meter
- Valentin Ngbogo
  - Heat — 10,79 (→ gick inte vidare)

Herrarnas 400 meter häck
- Jacques Henri Brunet
  - Heat — 52,59 (→ gick inte vidare)

Herrarnas 5 000 meter
- Ernest Ndissipou
  - Heat — 14:40,12 (→ gick inte vidare)

Herrarnas maraton
- Ferdinand Amadi — 2:35,39 (→ 74:e plats)

Herrarnas diskuskastning
- Mickaël Conjungo
  - Kval — 57,46 m (→ gick inte vidare)

Damernas 800 meter
- Brigitte Nganaye
  - Heat — 2:15,70 (→ gick inte vidare)